# Asura mylea
Asura mylea är en fjärilsart som beskrevs av Rothschild 1916. Asura mylea ingår i släktet Asura och familjen björnspinnare. Inga underarter finns listade i Catalogue of Life.